# Feliz FM São Paulo
Feliz FM São Paulo é uma estação de rádio brasileira, com sede na cidade de São Paulo que opera na frequência de 92,1 MHz. A emissora transmitiu na frequência 92,5 MHz entre 20 de março de 2014 e 7 de abril de 2017, e possuía cobertura em toda a Região Metropolitana de São Paulo. Com a migração para 92,9 MHz,  a rádio ampliou a sua cobertura em comparação com a 92,5 MHz, atingindo outros mercados importantes do rádio, como a Baixada Santista. É a cabeça de rede da Feliz FM. A frequência 92,5 MHz pertence à Rede Mundial de Comunicações, que arrendou a estação para a Comunidade Cristã Paz e Vida após a interrupção das transmissões da Rádio Vida em 96,5 MHz, que depois de idas e vindas atualmente está com o sinal restrito à São José dos Campos e região e a 92,9 MHz pertencia ao Grupo Estado. Atualmente a frequência 92,5 MHz é ocupada pela Kiss FM.
A emissora deixou de ser transmitida na frequência 92,9 MHz às 00:03 do dia 23 de setembro de 2019 e deu lugar à Massa FM. Em 01 de janeiro de 2023, a emissora reestreiou no dial em 92,1 MHz, substituindo a extinta Play FM.

## Histórico
Controlada pela Comunidade Cristã Paz e Vida, a Feliz FM sucedeu a Vida FM, após esta última ter sua transmissão interrompida por problemas em sua área de concessão. A rádio foi fundada em 20 de março de 2014, onde também é comemorado o "Dia Internacional da Felicidade".
A emissora iniciou suas transmissões no dia 20 de março de 2014 ocupando o 32º lugar no Ibope, atingindo aproximadamente 5 mil ouvintes por minuto. Em novembro de 2018, a Feliz FM ocupou a 15ª posição no ranking geral de audiência na cidade de São Paulo, segundo medições do Kantar Ibope Media, sendo a líder isolada do segmento gospel na capital paulista.
Em 20 de março de 2017, a emissora passou a atuar na frequência 92,9 MHz após arrendar a frequência pertencente ao Grupo Estado, que encerrou a Rádio Estadão em 17 de março de 2017. A emissora passou por um período de transição do público para a nova frequência e deixou de usar a frequência 92,5 MHz na tarde de 7 de abril de 2017.
Em 4 de junho de 2019, uma placa de publicidade informava sobre uma nova emissora em São Paulo, a Linguiça FM. O website da emissora informou a sua inauguração para o dia 17 de junho de 2019. Ela supostamente assumiria a frequência 92.9. 
Paralelamente, a Feliz FM vinha intensificando sua campanha para permanecer com a posse de arrendamento do canal 92.9 MHz de São Paulo, então pertencente ao Grupo Estado. A emissora  divulgava mensagens do pastor Juanribe Pagliarin apelando aos seus ouvintes que fizessem doações para que a Comunidade Cristã Paz e Vida arrendasse o canal por um valor superior ao oferecido pela Linguiça FM. Após ser descoberto que a Linguiça FM era um projeto de campanha de valorização da criatividade radiofônica, Pagliarin afirmou que o possível comprador da 92.9 seria o apresentador de TV Carlos Massa, o Ratinho, que alimentava o desejo de criar uma emissora da Rede Massa FM, de sua propriedade, na capital paulista, o que se confirmou logo após o fim do prazo. 
A emissora se despediu da frequência 92.9 às 00:03 do dia 23 de setembro de 2019, mantendo sua programação apenas pela internet e pelas afiliadas da rede.
Em 14 de dezembro de 2022, foi anunciado que a Feliz FM voltaria ao dial paulista através do canal 92,1 MHz FM, substituindo a Play FM São Paulo, matriz da rádio musical do Grupo Bandeirantes. A reestreia foi no dia 01 de janeiro de 2023.
Em 2022, Juanribe Pagliarin concluiu com sucesso a aquisição simultânea de duas tradicionais emissoras do RJ: a Fluminense FM 94.9, com torre no Morro do Sumaré, ao lado do monumento do Cristo Redentor, e também a AM 540 (já autorizada a migrar para o FM), tornando a FM 94.9 (Feliz FM RJ) na cabeça de rede da Rádio Feliz FM. A transferência foi finalizada com êxito em 12 de dezembro de 2023.
Em 1 de janeiro de 2023, a emissora reestreou no dial paulista em 92.1 FM, substituindo a Play FM.
No dia 21 de maio de 2024, a Feliz FM recebeu o Troféu Rede Gospel na categoria Melhor Rádio Gospel, em premiação ocorrida no Theatro Municipal de São Paulo, com a presença de várias personalidades do meio gospel e autoridades políticas, entre elas o prefeito de São Paulo Ricardo Nunes.
Em 1º de novembro de 2024, a emissora volta ao ar no Distrito Federal, retomando a expansão de sua rede em território nacional. Na capital distrital, a emissora volta a operar, agora pelo dial 107,9FM.  A partir de fevereiro de 2025, a Feliz FM amplia ainda mais sua rede, agora com presença marcante na região de Curitiba (PR) na frequência 95,7 FM, trazendo um novo capítulo de sua expansão e consolidando-se como uma das líderes em rádio no Brasil. 

## [1]Ligações externas
- Sítio oficial

1. ↑  Porto, Daniela (31 de outubro de 2024). «A melhor notícia da semana: Feliz FM de volta ao Distrito Federal!». Paz e Vida. Consultado em 4 de novembro de 2024. Cópia arquivada em |arquivourl= requer |arquivodata= (ajuda) 🔗